# Campagne Bruguier
La Campagne Bruguier ou Campagne Coustoulin est une bastide située à Aix-en-Provence, dans le quartier Mauret, au chemin de Beauregard. Le monument fait l’objet d’une inscription partielle au titre des monuments historiques depuis 1984.